# 3083 OAFA
3083 OAFA eller 1974 MH är en asteroid i huvudbältet som upptäcktes den 17 juni 1974 av Félix Aguilar-observatoriet. Den är uppkallad efter Félix Aguilar-observatoriet.
Den tillhör asteroidgruppen Flora.